# 佐藤すみれ
佐藤 すみれ（さとう すみれ、1993年〈平成5年〉11月20日 - ）は、日本のフリーランスクリエイター、元アイドル、元子役・元女優であり、女性アイドルグループ・SKE48およびAKB48の元メンバーである。また、元モーニング娘。8期候補生だった。埼玉県出身。

## 略歴
デビュー前
- 6歳の時にピノキオプロモーション[2]にスカウトされ芸能界入りし、以後、アイドルを目指し芸能活動を続ける。

2006年
- 7月 - 12月の間に開催された『モーニング娘。Happy8期オーディション』で最終候補6人の1人になったが、落選した。

2008年
- 『AKB48 第四回研究生（7期生）オーディション』に合格し、AKSに所属する。

2009年
- 8月23日に開催された『読売新聞創刊135周年記念コンサート AKB104選抜メンバー組閣祭り』の夜公演において、同年10月よりチームBメンバーに昇格することが発表された（正式に昇格したのは2010年5月21日）。
- 12月7日、ホリプロに移籍。

2010年
- 4月7日に2ndベスト・アルバム『神曲たち』が発売された当時、シングル曲の選抜メンバーには一度も選ばれていなかったが、『神曲たち』の通常盤に収録されている「自分らしさ」では、小野恵令奈、渡辺麻友と3人でユニットを組んだ。
- 5月から6月にかけて実施された『AKB48 17thシングル選抜総選挙「母さんに誓って、ガチです」』では31位となり、アンダーガールズ入りを果たした。
- 7月、宮崎美穂、仁藤萌乃、石田晴香とともにユニット「ナットウエンジェルZ」を結成。
- 9月21日に開催された『AKB48 19thシングル選抜じゃんけん大会』では6位となり、自身初のメディア選抜入りを果たした。

2011年
- 5月から6月にかけて実施された『AKB48 22ndシングル選抜総選挙「今年もガチです」』では34位となり、二年連続アンダーガールズ入りを果たした[3]。
- 9月20日に開催された『AKB48 24thシングル選抜じゃんけん大会』では8位となり、選抜入りを果たした[4]。
- 12月13日に開催されたテレビアニメ『AKB0048』声優公開オーディションに合格し、声優選抜入りを果たした。

2012年
- 2月14日、ロリータ・ブランドのAngelic Prettyのイメージモデルになったことを自身のTwitterで公表した[5]。
- 3月24日公開の映画『ウルトラマンサーガ』にリーサ役で出演。また、同作がスクリーンデビュー作である。
- 4月26日、『AKB0048』声優選抜メンバー9名による新ユニット「NO NAME」の結成が発表される。同作の主題歌「希望について」と「夢は何度も生まれ変わる」を歌う[6]。
- 5月から6月にかけて実施された『AKB48 27thシングル選抜総選挙』では61位で、フューチャーガールズ入りを果たした[7]。
- 7月20日から8月1日まで東京国際フォーラムで上演された『ミュージカル『ピーター・パン』においてウェンディ役を仁藤萌乃とのダブルキャストで演じた[8]。
- 8月24日、『AKB48 in TOKYO DOME 〜1830mの夢〜』初日公演において、チームAに異動することが発表される[9][10]。
- 11月1日、チームAに異動。
- 11月2日、チームAウェイティング公演のスターティングメンバーとして新チームでの活動を開始する[11]。

2013年
- 5月から6月にかけて実施された『AKB48 32ndシングル選抜総選挙』では52位となり、フューチャーガールズに選出される[12]。
- 9月から10月の期間限定でファッションブランドVANQUISHの「VANQUISH VENUS Vol.8」に起用された[13][14]。

2014年
- 2月24日に開催された「AKB48グループ大組閣祭り」において、SKE48チームEへの移籍が発表される[15]。
- 4月4日、さいたまスーパーアリーナで行われた「AKB48グループ春コンinさいたまスーパーアリーナ〜思い出は全部ここに捨てていけ！〜」SKE48単独コンサートにおいて、SKE48メンバーとして初出演。
- 4月24日、AKB48での活動を終了。同月25日よりSKE48での活動を開始。
- 5月2日、チーム再編後の新体制での「手をつなぎながら」公演初日において、SKE48劇場公演に初出演。

2015年
- 5月から6月にかけて実施された『AKB48 41stシングル選抜総選挙』では49位となり、フューチャーガールズのセンターに選出される[16][17]。
- 10月5日、SKE48劇場デビュー7周年記念特別公演において、SKE48内のユニット「キャラメルキャッツ」のメンバーに選ばれたことが発表される[18]。

2017年
- 11月6日、SKE48チームE公演において、SKE48から卒業するとともに芸能界を引退することを発表した[19]。
- 12月15日にAKB48劇場において「佐藤すみれ AKB48劇場ファイナル特別公演〜あの頃のすーめろでぃー〜」を行った。
- 12月19日にSKE48劇場において卒業公演を行い、同月31日をもってSKE48としての活動および、ホリプロとの契約を終了した[20]。

2018年
- 1月7日、AKB48の大握手会をもって、芸能活動を終了。
- 6月、フリーランスクリエイターとして再始動。会員制オンラインコミュニティ「DMMオンラインサロン」にルーム「すみれだより」を開設[21]。

## 人物
- 愛称は、すーちゃん[22]、すーめろでぃ[23]（すーめろ[1]）、めろちゃん[24]。
- ヨークシャテリアとマルチーズのミックス犬を飼っている[25]。
- 小説が好き。特に乙一、山田悠介の単行本は読破した[26]ほか、石田衣良、東野圭吾なども愛読するが、「恋愛小説や横文字の携帯小説はあまり得意でない」[27]。
- 中学校在学時に日本漢字能力検定3級を取得[28]。
- 日本のバンド・GARNET CROWの大ファン。自身のブログでもカラオケで歌った曲として記載する。『週刊朝日』（朝日新聞出版）では結婚相手もGARNET CROWのファンがいいと述べていた[29]。

### 家族
- 父親は美容師[30]。8歳年下の妹がいる[31]。
- 2021年1月1日、総合格闘家でK-1ファイターの愛鷹亮[注 1]との結婚と第1子妊娠を公表[33]。同年3月21日放送の『新婚さんいらっしゃい!』（ABCテレビ）に出演した[34]。
- 同年6月24日、第1子女児出産を報告[35]。娘は、赤ちゃんモデルとして活動していた[36]。
- 2023年4月26日、第2子妊娠を報告[37]。同年9月6日、第2子男児の出産を報告[38]。

### AKB48
- AKB48としての初舞台は、『AKB48 リクエストアワーセットリストベスト100 2009』（SHIBUYA-AX）でのバックダンサー[39]。
- 仲の良いメンバーとはコンビを組んでおり、石田晴香とは「すーきゃん」[40]、菊地あやかとは「すーあや」[41]、松井珠理奈（SKE48）とは「すーじゅり」と呼ぶ[41]。また、鈴木紫帆里とのコンビは高身長であることから「ダブルタワー」と称されることがあった[42]。ほかに、10期・伊豆田莉奈[43]とも仲がよい。
- 憧れのメンバーは、柏木由紀、篠田麻里子[44]。
- 好きなAKB48の公演曲は「愛のストリッパー」[25]。
- 自称「握手会タメ口系アイドル」[45]。
- 自分が出演した番組は、帰宅後すぐチェックする派だとしている[46]。

## SKE48・AKB48での参加楽曲

### シングル選抜楽曲
SKE48名義
- 不器用太陽
  - Coming soon - 「ボートピア選抜」名義
  - バナナ革命 - 「Team E」名義
- 12月のカンガルー
  - 青春カレーライス - 「Team E」名義
  - 愛のルール - 「フォーカード」名義
- コケティッシュ渋滞中
  - 音を消したテレビ - 「Team E」名義
  - 夜の教科書 - 「セレクション17 “AKB49〜恋愛禁止条例〜”」名義
- 前のめり
  - 長い夢のラビリンス - 「Team E」名義
- 「チキンLINE」に収録
  - Is that your secret? - 「Team E」名義
- 「金の愛、銀の愛」に収録
  - ハッピーランキング - 「ランクインガールズ2016」名義
- 「意外にマンゴー」に収録
  - オレトク - 「Team E」名義

AKB48名義
- 「RIVER」に収録
  - 君のことが好きだから - 「アンダーガールズ」名義
- 「ポニーテールとシュシュ」に収録
  - 盗まれた唇 - 「アンダーガールズ」名義
- 「ヘビーローテーション」に収録
  - 涙のシーソーゲーム - 「アンダーガールズ」名義
  - 野菜シスターズ - 「野菜シスターズ」名義
- 「Beginner」に収録
  - 僕だけのvalue - 「アンダーガールズ」名義
- チャンスの順番
  - ラブ・ジャンプ - 「チームB」名義
- 「桜の木になろう」に収録
  - 偶然の十字路 - 「アンダーガールズ」名義
- Everyday、カチューシャ
  - ヤンキーソウル
- 「フライングゲット」に収録
  - 抱きしめちゃいけない - 「アンダーガールズ」名義
  - 青春と気づかないまま
  - 野菜占い
- 「風は吹いている」に収録
  - 君の背中 - 「アンダーガールズ」名義
- 上からマリコ
  - ノエルの夜
  - 呼び捨てファンタジー - 「チームB」名義
- 「GIVE ME FIVE!」に収録
  - NEW SHIP - 「スペシャルガールズA」名義
- 「真夏のSounds good !」に収録
  - 3つの涙 - 「スペシャルガールズ」名義
- 「ギンガムチェック」に収録
  - Show fight ! - 「フューチャーガールズ」名義
- 「UZA」に収録
  - 孤独な星空 - 「Team A」名義
- 「永遠プレッシャー」に収録
  - 私たちのReason
- 「So long !」に収録
  - Ruby - 「篠田TeamA」名義
- 「さよならクロール」に収録
  - イキルコト - 「Team A」名義
- 「恋するフォーチュンクッキー」に収録
  - 推定マーマレード - 「フューチャーガールズ」名義
- 「ハート・エレキ」に収録
  - 快速と動体視力 - 「アンダーガールズ」名義
  - キスまでカウントダウン - 「Team A」名義
- 「前しか向かねえ」に収録
  - 君の嘘を知っていた - 「Beauty Giraffes」名義
- 「希望的リフレイン」に収録
  - Ambulance - 「ゆり組」名義
- 「Green Flash」に収録
  - 世界が泣いてるなら - 「SKE48」名義
- 「ハロウィン・ナイト」に収録
  - 君にウェディングドレスを… - 「フューチャーガールズ」名義
- 「唇にBe My Baby」に収録
  - マドンナの選択 - 「れなっち総選挙選抜」名義
- 「LOVE TRIP/しあわせを分けなさい」に収録
  - 2016年のInvitation - 「アップカミングガールズ」名義
- 「ハイテンション」に収録
  - ハッピーエンド - 「レナッチーズ」名義
- 「願いごとの持ち腐れ」に収録
  - イマパラ
- 「#好きなんだ」に収録
  - 月の仮面 - 「アップカミングガールズ」名義

### アルバム選抜楽曲
SKE48名義
- 『革命の丘』に収録
  - ゼロベース

AKB48名義
- 『神曲たち』に収録
  - Baby! Baby! Baby! Baby!
  - 自分らしさ
  - 君と虹と太陽と
- 『ここにいたこと』に収録
  - 恋愛サーカス - 「チームB」名義
  - わがままコレクション
  - ここにいたこと - 「AKB48+SKE48+SDN48+NMB48」名義
- 『1830m』に収録
  - 恋愛総選挙 - 「YM7」名義
  - ノーカン - 「チームB」名義
  - ぐ〜ぐ〜おなか
  - 青空よ 寂しくないか? - 「AKB48+SKE48+NMB48+HKT48」名義
- 『次の足跡』に収録
  - 確信がもてるもの - 「Team A」名義
- 『ここがロドスだ、ここで跳べ!』に収録
  - 生き続ける

### その他の参加楽曲
- シングル「Dear J」（「板野友美」名義、2011年1月26日発売）
  - ツンデレ!
- シングル「コップの中の木漏れ日」（「ラブ・クレッシェンド」名義）
  - あの先の未来まで - 「キャラメルキャッツ」名義
  - お楽しみは明日から - 「愛知トヨタ選抜」名義

### 劇場公演ユニット曲

#### SKE48名義
チームE 4th Stage「手をつなぎながら」
- チョコの行方（1st UNIT）
- 雨のピアニスト（2nd UNIT）

 チームE 5th Stage「SKEフェスティバル」
- 涙に沈む太陽

#### AKB48名義
チームB 4th Stage「アイドルの夜明け」
- 片思いの対角線（バックダンサーもしくは米沢瑠美のアンダー）

 研究生「アイドルの夜明け」公演
- 片思いの対角線

 チームA 5th Stage「恋愛禁止条例」
- スコールの間に（バックダンサー）
- 真夏のクリスマスローズ（バックダンサー）
- ハート型ウイルス（大島麻衣劇場公演卒業後より大島ポジションでレギュラー出演、2009年4月2日 - 2010年5月27日）

 チームK 5th Stage「逆上がり」
- 抱きしめられたら（秋元才加、梅田彩佳、佐藤夏希不在時のユニットアンダー・秋元の全員曲アンダー〉

 THEATRE G-ROSSO「夢を死なせるわけにいかない」公演
- 初めてのジェリービーンズ（佐藤夏希・片山陽加のスタンバイ）

 チームB 5th Stage「シアターの女神」
- 初恋よ こんにちは
- キャンディー（増田有華のユニットアンダー〉

篠田チームA ウェイティング公演
- 雨のピアニスト（チームS 2nd Stage「手をつなぎながら」公演）
- 純愛のクレッシェンド（チームA 4th Stage「ただいま恋愛中」公演、横山由依、河西智美不在時のユニットアンダー）

横山チームA ウェイティング公演
- 抱きしめられたら （チームK 5th Stage「逆上がり」公演）
- キャンディー（チームB 5th Stage「シアターの女神」公演、兒玉遥のユニットアンダー）

## 出演

### テレビドラマ
- マジすか学園 最終話（2010年3月26日、テレビ東京） - 馬路須加女学園生徒 役
- マジすか学園2 第2話 - 最終話（2011年4月22日 - 7月1日、テレビ東京） - 3色
- So long ! 第1話（2013年2月11日、日本テレビ）
- 刑事吉永誠一 涙の事件簿 第3話（2013年10月25日、テレビ東京） - 仙道さやか 役

### テレビアニメ
※太字は主役・ヒロイン
- AKB0048（2012年4月29日 - 7月22日） - 岸田美森、オペレーター 役
- AKB0048 next stage（2013年1月5日 - 3月30日） - 岸田美森/8代目篠田麻里子 役

### バラエティ・情報番組
- Rの法則（2011年12月21日 - 2016年3月、NHK Eテレ）
- #エンダン[注 2]（2013年1月29日 - 2014年9月26日、NOTTV） - 隔週MC[注 3]
- ハーフタイム（2013年4月4日 - 9月26日、TOKYO MX） - 木曜リポーター（石田晴香と隔週交互出演）

### ドキュメンタリー
- NONFIX（2012年3月22日、「薬剤師になろう!」）- ナレーション

### CM
- 日産DAYZ NISSAN ドラマinドラマ season 4（2013年8月10日 - 9月28日、日産自動車）[注 4]
- ボートピア名古屋「おいでよ・春篇」（2014年4月25日 - ）
- 丸美屋「こだわり食感ふりかけ」（2014年10月28日 - ）

### ラジオ
- AKB48 今夜は帰らない…（2010年8月23日 - 2011年4月25日、CBCラジオ）
- ゴチャ・まぜっ!火曜日（2013年4月16日 - 2014年3月25日、MBSラジオ）

### 映画
- ウルトラマンサーガ（2012年3月24日、松竹） - リーサ（尾崎理沙） 役[47]
- 放課後ロスト（2014年8月2日、プロジェクトドーン）オムニバス・エピソード2 - 里未 役
- 燐寸少女 マッチショウジョ（2016年5月28日） - 主演・リン 役[48]

### ネット配信
- 松武秀樹・佐藤すみれ（AKB48）のテクノスクール -2nd Season-（2013年5月1日 - 10月1日、ニコニコ生放送）
- すみれと鈴蘭!トークの掟48（2015年12月25日 - 2017年12月29日、SMART USEN）

### イベント
- ♥サマーパーティー♥ホリプロ50周年記念!!及びBS-TBS開局10周年記念アイドル50人大集合!!（2010年8月24日、赤坂BLITZ）
- メディア / アイドルミュージアム（2012年11月21日 - 2013年4月7日、SKIPシティ 彩の国ビジュアルプラザ 映像ミュージアム） - 名誉館長
- ホリだしもの（仮）
  - vol.1〜私たちは撤退しません〜（2013年8月29日、TOKYO FM HALL）
  - Vol.2〜じゃんけんはすみませんでした〜（2013年12月14日、ラフォーレミュージアム六本木）
  - Vol.3〜ついに増税である〜（2014年6月27日、渋谷区文化総合センター大和田 さくらホール）
  - Vol.4〜『チョコの日』『豆の日』あなたはどっち!?〜（2015年2月3日・4日、天王洲 銀河劇場）
  - Vol.5〜みゃおって本当に推されてるの!?〜（2016年3月16日、シアターGロッソ）
- 東日本復興支援チャリティコンサート「Song for you 2013」（2013年12月25日、天王洲 銀河劇場）

### コンサート・ライブ
- ココ・スマイル ファミリーコンサート VOL,2〜Legend〜（2006年1月8日、セシオン杉並）
- あだっちぃー・ねこむのアニソンLIVE（2016年3月22日、TOKYO FM HALL）
- ホリNS火曜祭2016（2016年12月13日、品川ステラボール）[49]

### 舞台
- ダンガンロンパTHE STAGE〜希望の学園と絶望の高校生〜 2016（2016年6月16日 - 7月16日） - 朝日奈葵 役（岩田華怜・松田彩希とのトリプルキャスト）[50]
- 裁判長!ここは懲役4年でどうすか 2016（2016年10月19日 - 10月23日、全労済ホールスペース・ゼロ） - 春子 役（仁藤萌乃とのダブルキャスト）[51]
- 僕らのピンク スパイダー（2017年3月9日 - 3月20日、紀伊國屋ホール） - 長内明美 役[52]
- 演劇集団Z-Lion第8回公演『きっといいKotoあるravel』（2017年4月26日 - 4月30日、ザ・ポケット）[53]

#### ミュージカル
- ココ・スマイル3〜虹色のメロディー〜（2004年8月18日 - 8月22日、銀座博品館劇場） - まりも 役[54]
- ココ・スマイル4〜金星のステージ〜
  - （2005年8月24日 - 8月28日、銀座博品館劇場） - ココ 役[要出典]
  - （2008年8月14日 - 8月19日、シアターサンモール） - つぐみ 役[55]
- 葉っぱのフレディ〜いのちの旅〜
  - （2006年7月 - 8月、全国公演） - メアリ 役[要出典]
  - （2007年7月 - 8月、全国公演） - 葉っぱ/鳥ダンサー 役[要出典]
- ピーターパン
  - （2012年7月20日 - 8月、東京国際フォーラムホールC・梅田芸術劇場、「NTTドコモファンタジースペシャル ブロードウェイミュージカル」） - ウェンディ 役（仁藤萌乃とのWキャスト）[8]
  - （2015年7月20日 - 30日、東京国際フォーラム） - ウェンディ 役（入来茉里とのWキャスト）[56]
- ミュージカル「AKB49〜恋愛禁止条例〜」
  - （2015年3月14日 - 15日、中日劇場） - 男子・ヲタ・動物 役[57]
  - （2016年4月21日 - 26日、中日劇場） - 岡部愛 役 [58]

### ミュージック・ビデオ
- In 197666 「Listen to me」（2ndミニアルバム「| idea |」収録曲、2013年10月9日） - ファッションブランドのVANQUISHとのトリプルコラボによる出演[13]

## タイアップ
| 楽曲                           | タイアップ                            | 収録作品                                     |
| ------------------------------ | ------------------------------------- | -------------------------------------------- |
| 君だけを守りたい〜リーサの歌〜 | 松竹映画:『ウルトラマンサーガ』劇中歌 | ウルトラマンサーガオリジナルサウンドトラック |

## 書籍

### 写真集
- AKB48れなっち総選挙選抜写真集 16colors（2017年1月31日、徳間書店、撮影：LUCKMAN・佐藤佑一） ISBN 978-4198642891[59]

### フォトブック
- すみれ色の魔法（2020年2月25日、トランスワールドジャパン）ISBN 978-4862562791[60]

### カレンダー
- 佐藤すみれ 2012年カレンダー（2011年11月19日、ハゴロモ）
- 卓上 佐藤すみれ 2013年カレンダー（2012年12月7日、ハゴロモ）
- 卓上 佐藤すみれ 2014年カレンダー（2013年12月6日、ハゴロモ）